# Chalet Meiner
Le chalet Meiner est une habitation de type « Chalet suisse », inscrit aux monuments historiques français sur la commune d'Appenans dans le département du Doubs en France.

## Histoire
Louis Meiner, gérant de l'usine Japy, achète en 1872 une propriété située entre L'Isle-sur-le-Doubs et Appenans pour y construire une habitation. Début 1873, le terrain est préparé et la construction commence dans le courant de cette même année, suivant les plans de l'entrepreneur Buhler, de Bâle. La maison du garde est construite en 1877 et le chalet est agrandi en 1879.
Le chalet fait l’objet d’une inscription au titre des monuments historiques depuis le 27 novembre 2002.

## Localisation
Le chalet est situé en bordure de la route de L'Isle-sur-le-Doubs et Appenans, sur la départementale 29.

## Architecture
Le bâtiment est de type « chalet suisse », à la mode à l'époque de la construction. La construction a consisté en grande partie en un assemblage de pièces issus d'une fabrique d'Interlaken, en Suisse, qui représentaient 100 tonnes de bois de charpente et plus de 11 tonnes de bois de décoration. Le soubassement, qui accueille les dépendances, est en pierre de taille et soutient les niveaux supérieurs entièrement en bois.
De plan rectangulaire, le chalet est décoré de manière différente sur chacun de ses côtés. Parmi les ornementations visibles, on peut noter :
- des frises à denticules ou rinceaux de vignes
- des balcons à lambrequins avec garde-corps découpés en lyre
- arcade à effet de dentelle des galeries

## Bâtiments annexes

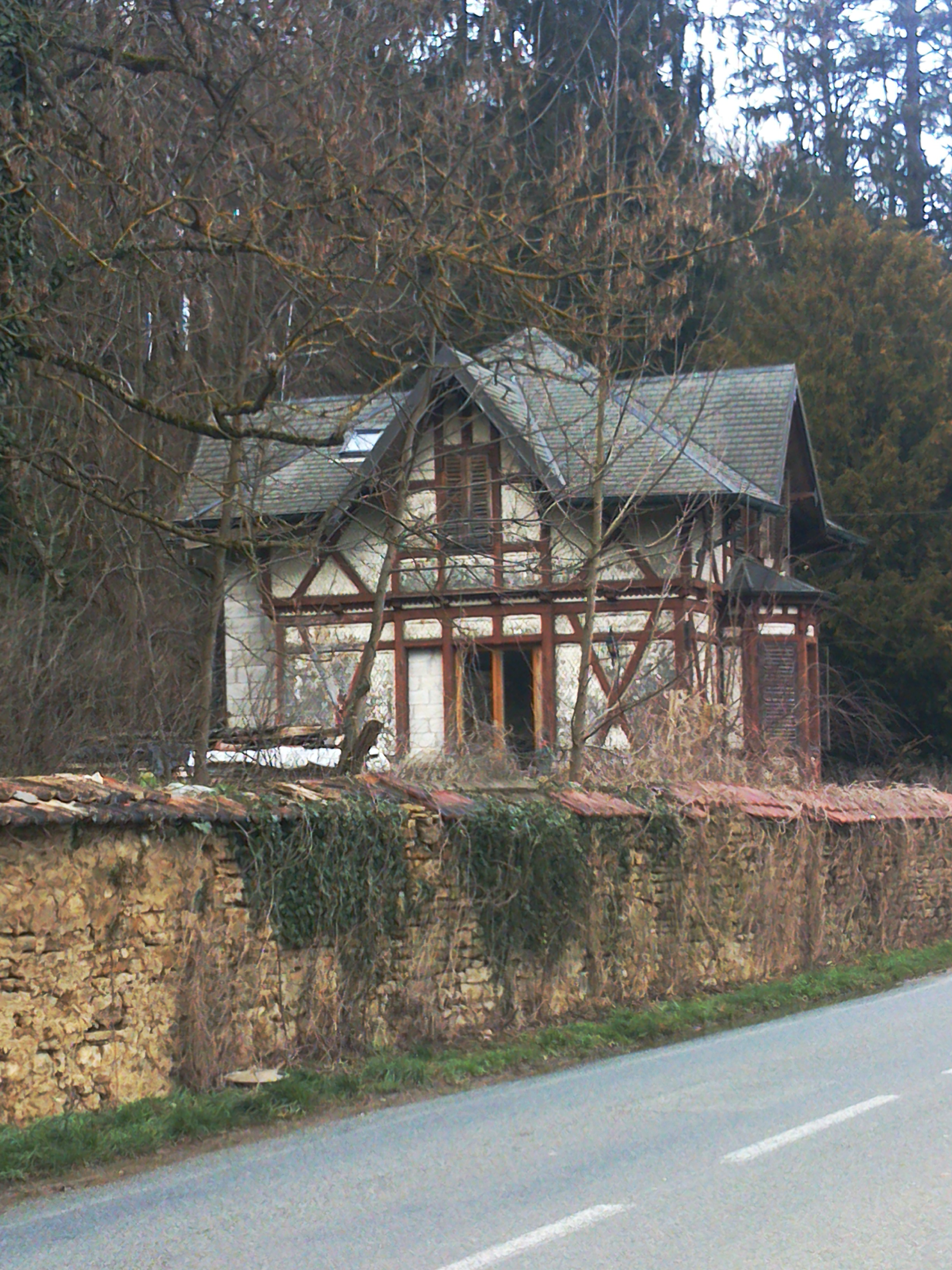
La maison de garde.

Une maison de garde à l'entrée est construite en 1877.